# Hawker Siddeley Harrier
Le Hawker Siddeley Harrier est un avion d'attaque au sol britannique apparu dans la seconde moitié des années 1960. Utilisé par plusieurs pays, il a été construit à environ 800 exemplaires et décliné en version navalisée capable de combat aérien, ainsi qu'en version avancée AV-8B Harrier II issue d'une collaboration américano-britannique.
Le Harrier est le premier avion à décollage et atterrissage vertical mis en service au monde. En pratique cependant, il est trop lourd pour décoller verticalement avec son équipement de combat, sans parler du fait que cette manœuvre consommerait beaucoup de carburant. Il est donc généralement plutôt utilisé comme STOVL (appareil à décollage court et atterrissage vertical), capable de se contenter de pistes de 180 mètres de long.
Bien que sa manœuvrabilité en combat aérien soit moyenne à cause de ses ailes plutôt courtes, le Harrier est cependant capable de manœuvres inédites. En dirigeant par exemple les tuyères vers le bas en plein vol, l'avion est simultanément ralenti et envoyé vers le haut, ce qui peut suffire pour échapper temporairement à un adversaire (principe de la poussée vectorielle). Les pilotes britanniques ont utilisé ces possibilités lors des combats aériens de la guerre des Malouines, avant qu'elles ne soient théorisées par l'US Marine Corps sous le nom de VIFF (pour « Vectoring in Forward Fight ») et conduisent à quelques modifications mineures sur leurs AV-8 Harrier.

## Conception

### Du SC.1 au Kestrel
Le Harrier est issu de travaux expérimentaux menés par Hawker dès les années 1950 : un premier engin vola en 1954, suivi trois ans plus tard par l'avion SC.1 équipé d'une aile delta. D'autres constructeurs dans le monde travaillaient sur le même sujet, notamment en France avec le projet du « Gyroptère » conçu par l'ingénieur Michel Wibault qui proposait une solution originale : plutôt que d'avoir des réacteurs placés verticalement pour le décollage et l'atterrissage ainsi que des réacteurs placés horizontalement pour le vol normal, le même réacteur était utilisé pour toutes les phases de vol grâce à des tuyères orientables verticalement ou horizontalement. Ceci était évidemment nettement plus efficace en termes de poids.

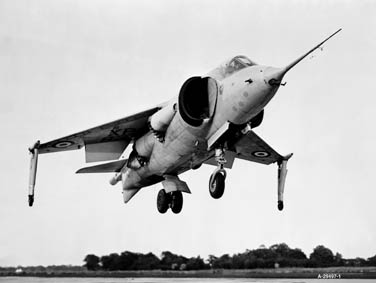
Le P.1127.

Le Gyroptere utilisait un réacteur Bristol BE.25 Orion fourni par la compagnie Bristol, qui fit progressivement évoluer son moteur vers le modèle BE 53 à double flux, dans lequel la soufflante tournait en sens inverse du compresseur afin d'éviter de faire tourner l'avion sur lui-même. La puissance avait également été augmentée de 25 %. Ce nouveau moteur fut la base du projet P.1127 lancé par Hawker en 1957. Sans commande officielle, le P.1127 fut d'abord développé sur fonds propres. Un financement américain à hauteur de 75 % fut obtenu en 1958 pour le développement du moteur. Finalement, en 1959, le ministère de la Défense britannique commanda deux prototypes.
Les premiers essais en vol du P.1127 commencèrent à la fin de l'année 1960. Comme le SC.1, une partie du souffle du réacteur pouvait être expulsé par des orifices dans le nez, au bout des ailes et dans la queue, afin de diriger l'avion en vol stationnaire. Le moteur Pegasus était développé en parallèle et amélioré de façon à augmenter encore sa puissance, passée progressivement de 39,2 à 66,7 kN. Le second prototype dépassa le mur du son en piqué à la fin de l'année 1961 mais fut perdu dans un accident quelques jours plus tard. Cependant, au vu des résultats, quatre prototypes supplémentaires avaient été commandés. En février 1963, des essais furent menés à bord du porte-avions HMS Ark Royal (R09).

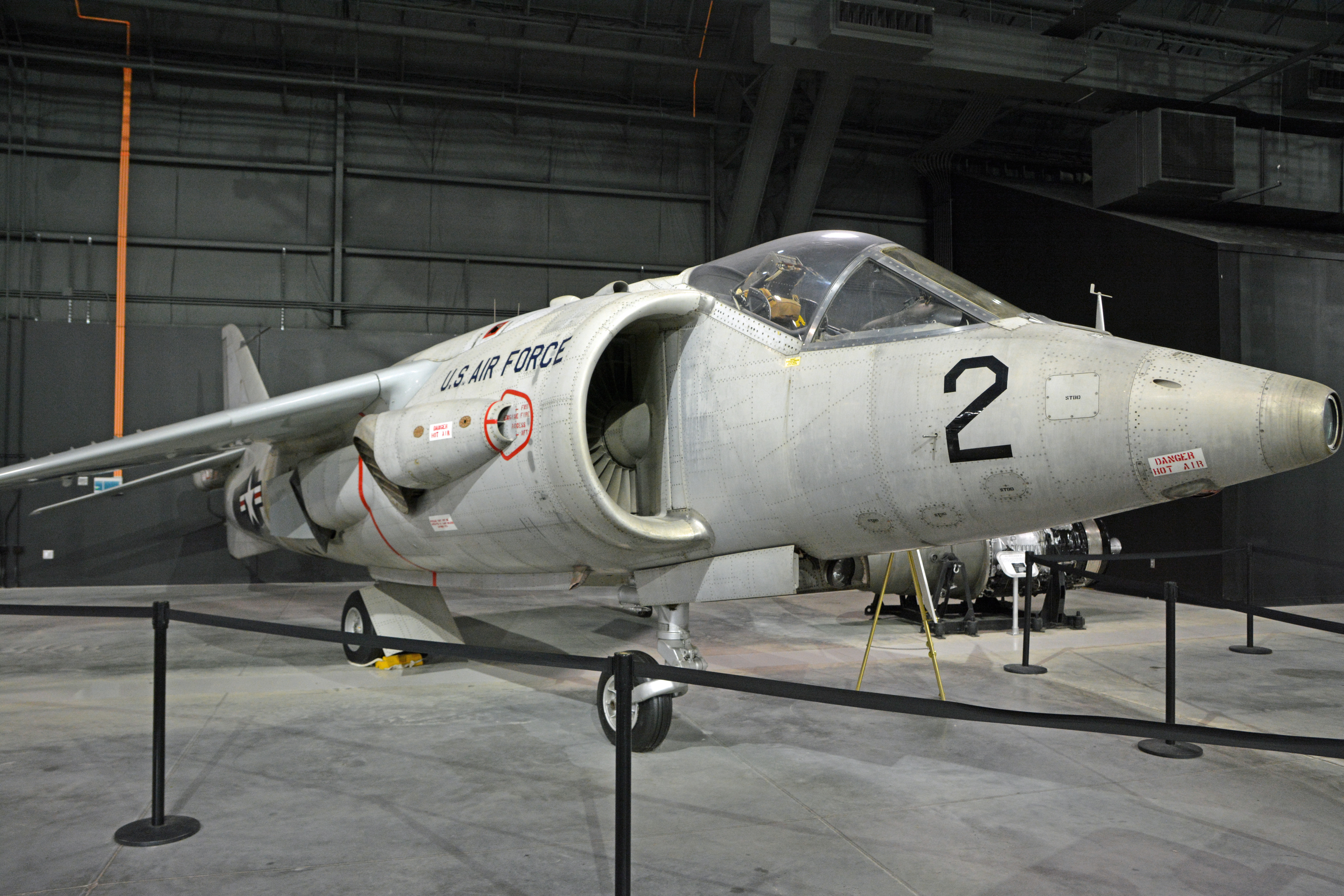
Un des Kestrel testés par les États-Unis exposé au National Museum of the United States Air Force.

Peu de temps avant, un accord tripartie avait été signé entre le Royaume-Uni, l'Allemagne de l'Ouest et les États-Unis pour construire en série en avion de combat dérivé directement du P.1127 : le Kestrel. Le premier Kestrel vola le 7 mars 1964. Par rapport au P.1127, il avait une nouvelle aile, un fuselage légèrement allongé, deux pylônes d'emport de charge sous les ailes et un aérofrein ventral. En un an, près d'un millier de vols d'essais furent menés sur les neuf prototypes, par des pilotes des trois pays. Le projet fut cependant abandonné en 1966 et une partie des avions envoyés aux États-Unis.

### Du Kestrel au Harrier

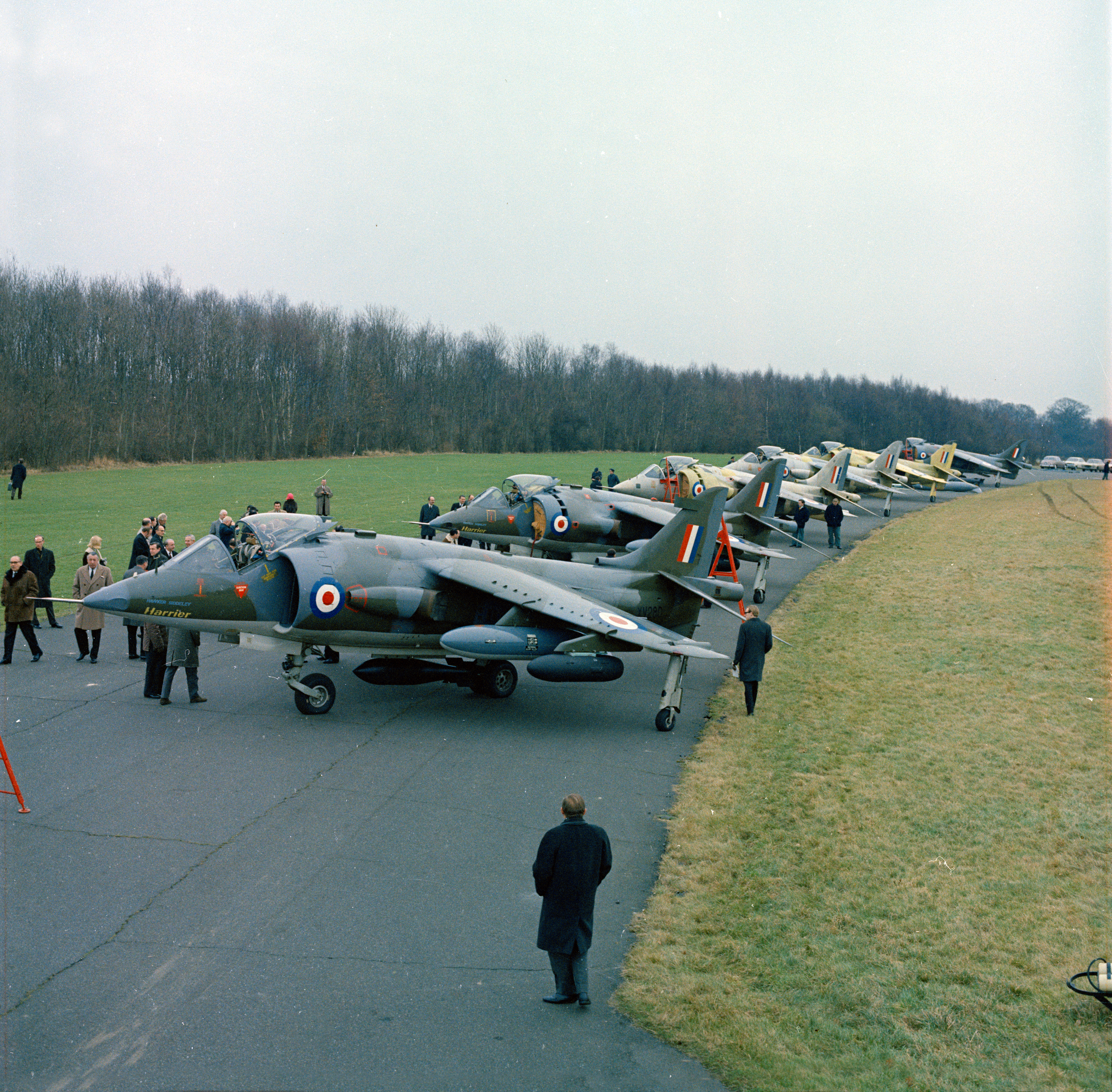
Six Hawker Siddeley Harrier de préproduction présentés en 1968 au site d'essai de Hawker Siddeley à l'aérodrome de Dunsfold.

Début 1965, la Royal Air Force avait commandé six prototypes d'un dérivé du Kestrel réellement capable de missions de combat et donc, en particulier, équipé de l'électronique nécessaire. Le prototype du Harrier GR.1 fit son premier vol le 31 août 1966, motorisé par le dernier modèle de réacteur Pegasus, qui atteignait maintenant une puissance de 84,6 kN avec injection d'eau-méthanol. Son aile était entièrement nouvelle, cinq pylônes permettaient d'emporter 2 270 kg de charge, et il était équipé d'une centrale inertielle, d'un affichage tête haute et de divers autres systèmes.
Le prototype de la version biplace d'entraînement Harrier T.2 vola pour la première fois en 1969. En octobre de la même année, le No. 1 Squadron RAF devient la première unité à percevoir ses appareils à partir d'avril 1969 et il déclaré opérationnel en octobre. Des améliorations du réacteur Pegasus, toujours de plus en plus puissant, conduisirent à la production de deux versions supplémentaires : le GR.1A et son biplace T2.A, puis le GR.3 et son biplace T.4. La version GR.3 était également équipée d'un système de visée laser dans la pointe du nez, d'un détecteur d'alerte radar et d'une caméra permettant des tâches limitées de reconnaissance. Le laser fut également ajouté à tous les GR.1 restants.
Les États-Unis prirent une licence pour produire le Harrier, afin d'en équiper les troupes d'assaut de l'US Marine Corps. McDonnell Douglas était chargé de construire l'avion tandis que Pratt & Whitney produisait les moteurs. L'avionique et le siège éjectable étaient américains, mais équivalents à ceux des avions britanniques. L'USMC ne conserva en fait que les canons de 30 mm, bien que la norme américaine soit plutôt un canon de 20 mm. Les livraisons commencèrent en 1970 et le premier escadron fut opérationnel en 1971. De 1979 à 1984, 47 exemplaires de l'AV-8A furent modifiés pour pouvoir attendre l'arrivée de la version avancée AV-8B Harrier II : révision de la structure, mise à jour de l'électronique, ajout d'un générateur d'oxygène pour le pilote, suppression de la caméra.
L'Espagne commanda huit AV-8 en 1973, suivi de cinq autres en 1980. La première série fut assemblée aux États-Unis et la seconde au Royaume-Uni. Ces avions furent désignés par l'aviation navale espagnole « AV-8S » et « TAV-8S ». À la suite de leur remplacement par des AV-8B Harrier II, les onze Harrier espagnols survivant furent revendus à la Thaïlande en 1997.
Le 15 décembre 2010 ont eu lieu au Royaume-Uni les derniers vols des Harriers de la RAF qui à la suite de restrictions budgétaires ont été retirés du service prématurément,.

### Le Sea Harrier

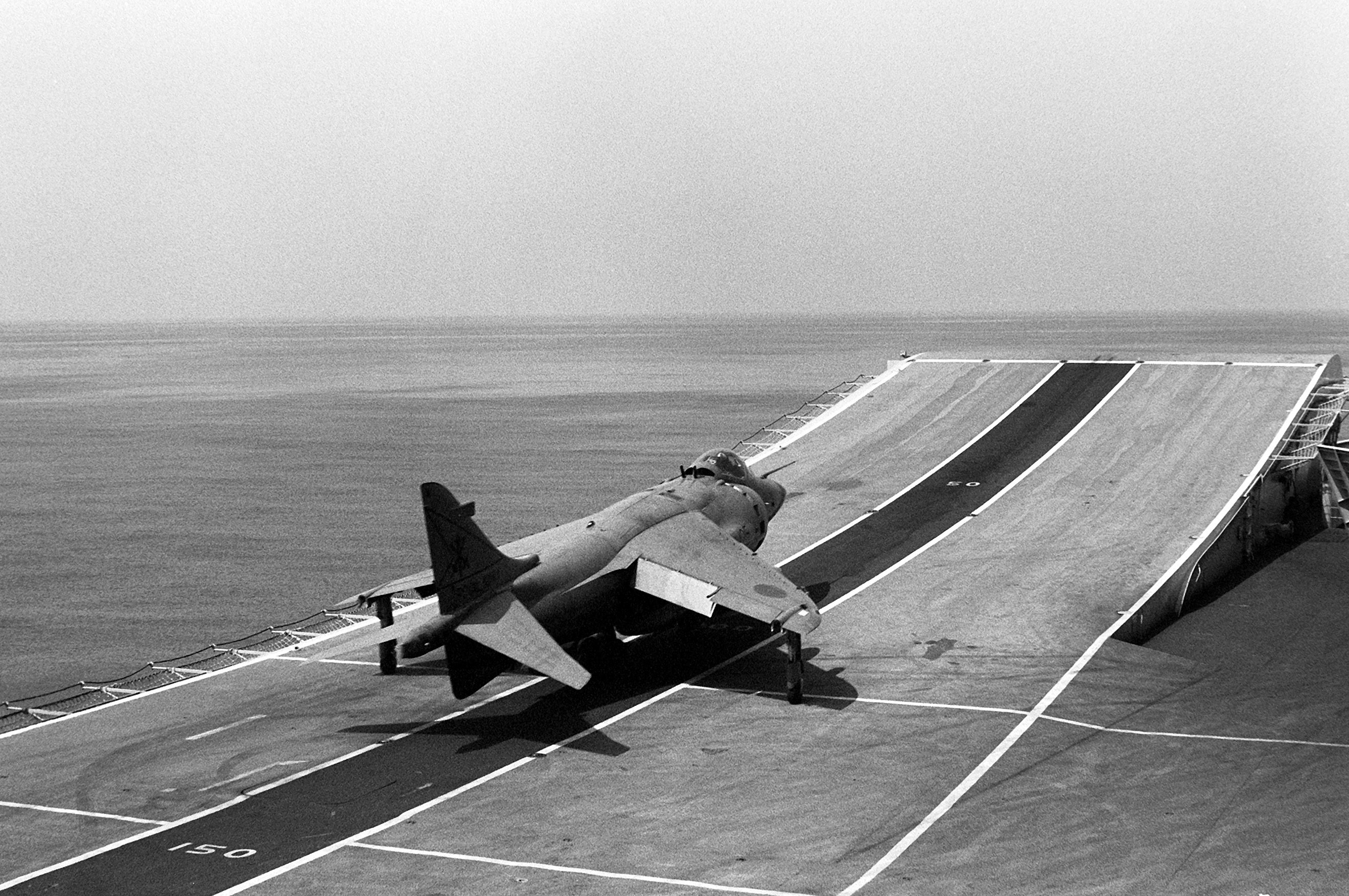
Un Sea Harrier FRS.1 du 800 NAS (Naval Air Squadron) au décollage depuis le pont du HMS Invincible, en 1990.

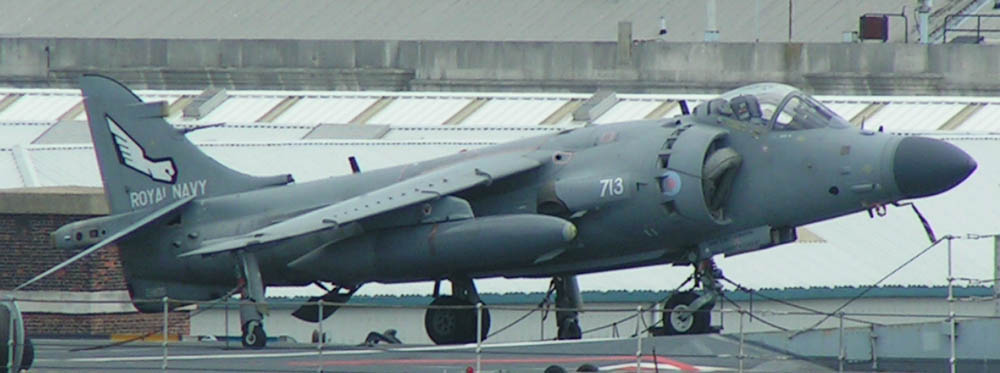
Un Sea Harrier FA.2 sur le pont du.

Après avoir abandonné ses porte-avions classiques à la fin des années 1960, la marine britannique s'intéressa vite au Harrier, seul avion pouvant opérer à partir des porte-hélicoptères qui avaient été conservés. Une version spécifique fut alors développée, destinée non plus seulement à l'attaque au sol mais aussi au combat aérien. Elle fut logiquement équipée d'un radar, ainsi que d'un nouveau système de navigation et d'un pilote automatique. Entièrement modifié, le cockpit était surélevé de 28 centimètres, offrant enfin une bonne visibilité au pilote.
Le premier vol du Sea Harrier FRS.1 eut lieu le 20 août 1978 et les livraisons commencèrent l'année suivante. Pour l'entraînement au pilotage, la Royal Navy utilisa des Harrier T.4 qui ne disposaient pas de radar. L'entraînement au système d'arme se fit sur trois Hawker Hunter T.8M, dont deux avaient été utilisés pour la mise au point du radar du Sea Harrier. Parallèlement, les porte-aéronefs furent modifiés par l'ajout d'une rampe inclinée vers le haut en bout de pont, qui facilitait grandement le décollage des avions.
Les Sea Harrier britanniques furent modifiés immédiatement après la guerre des Malouines, entre autres pour pouvoir emporter quatre missiles air-air AIM-9 Sidewinder au lieu de deux ainsi qu'un réservoir de carburant largable plus gros. Un programme de mise à jour plus important aboutit à la version FRS.2, allongée de 35 centimètres, équipée d'un nouveau radar Blue Vixen beaucoup plus performant et capable d'emporter quatre missiles air-air AIM-120 AMRAAM. Cette version fut redésignée « FA.2 » au milieu des années 1990.
L'Inde commanda huit Sea Harrier en 1983/1984, puis onze autres l'année suivante et encore huit de plus quelque temps plus tard. Les avions indiens ont un radar différent et sont capables de tirer le missile français Magic au lieu du missile américain AIM-9 Sidewinder. Quatorze de ces avions ont été mis à jour très récemment[Quand ?] avec du matériel israélien (nouveaux radars et missiles).
Initialement prévus pour être conservés jusqu'en 2012, les Sea Harrier britanniques ont finalement été retirés du service en 2006 et remplacés par des Harrier GR.7A. L'Inde semble vouloir racheter une partie des Sea Harrier réformés pour compléter sa flotte.
De mi-2010 à début 2011, un Sea Harrier retiré du service après un crash a été utilisé par l'artiste Fiona Banner pour une exposition au musée Tate Britain. L'avion avait été repeint avant d'être exposé, suspendu le nez en bas, dans une galerie.

### La seconde génération

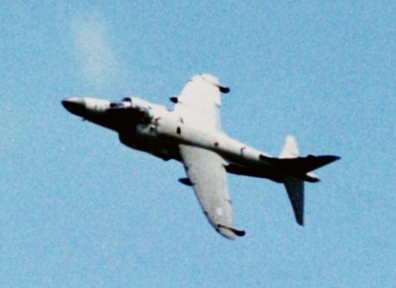
Un Sea Harrier en vol.

## Engagements
Le Sea Harrier FRS.1 a connu son heure de gloire pendant la guerre des Malouines, remportant 22 victoires en combat aérien contre les avions argentins sans aucune perte. Six des 28 avions engagés furent cependant perdus soit lors d'accidents soit à cause de la défense anti-aérienne argentine. Les Harrier GR.3 britanniques ont également participé à la guerre des Malouines : embarqués sur les mêmes porte-aéronefs que les Sea Harrier, ils ont assuré des missions d'attaque. Trois des quatorze avions engagés furent abattus par la défense anti-aérienne.
Les Sea Harrier ont ensuite été déployés en Bosnie-Herzégovine lors de la guerre de Yougoslavie (un avion abattu), en Irak lors de l'Opération Southern Watch et en Sierra Leone pour soutenir les troupes de l'ONU.
Sur les 1 315 missions effectuées par les Sea Harrier FRS 1 et les Harrier GR3, 215 (90+125) sont consacrées à l'appui au sol et la reconnaissance.

## Variantes
Remarque : pour les versions GR.5 et suivantes ainsi qu'AV-8B et suivantes, se reporter à l'article AV-8B Harrier II
- Harrier GR.1 : Version initiale d'attaque au sol (61 exemplaires) ;
- Harrier T.2 : Version initiale d'entraînement (10 exemplaires) ;
- Harrier GR.1A : Réacteur plus puissant (17 nouveaux avions et mise à jour de tous les GR.1 restants) ;
- Harrier T.2A : Biplace d'entraînement du GR.1A (4 nouveaux avions et mise à jour de tous les T.2 restants) ;
- Harrier GR.3 : Réacteur plus puissant, système visée laser (40 exemplaires) ;
- Harrier T.4 : Biplace d'entraînement du GR.3 (11 exemplaires pour la RAF, 4 pour la Royal Navy) ;
- Harrier T.60 : Version du T.4 destinée à l'Inde (4 exemplaires) ;

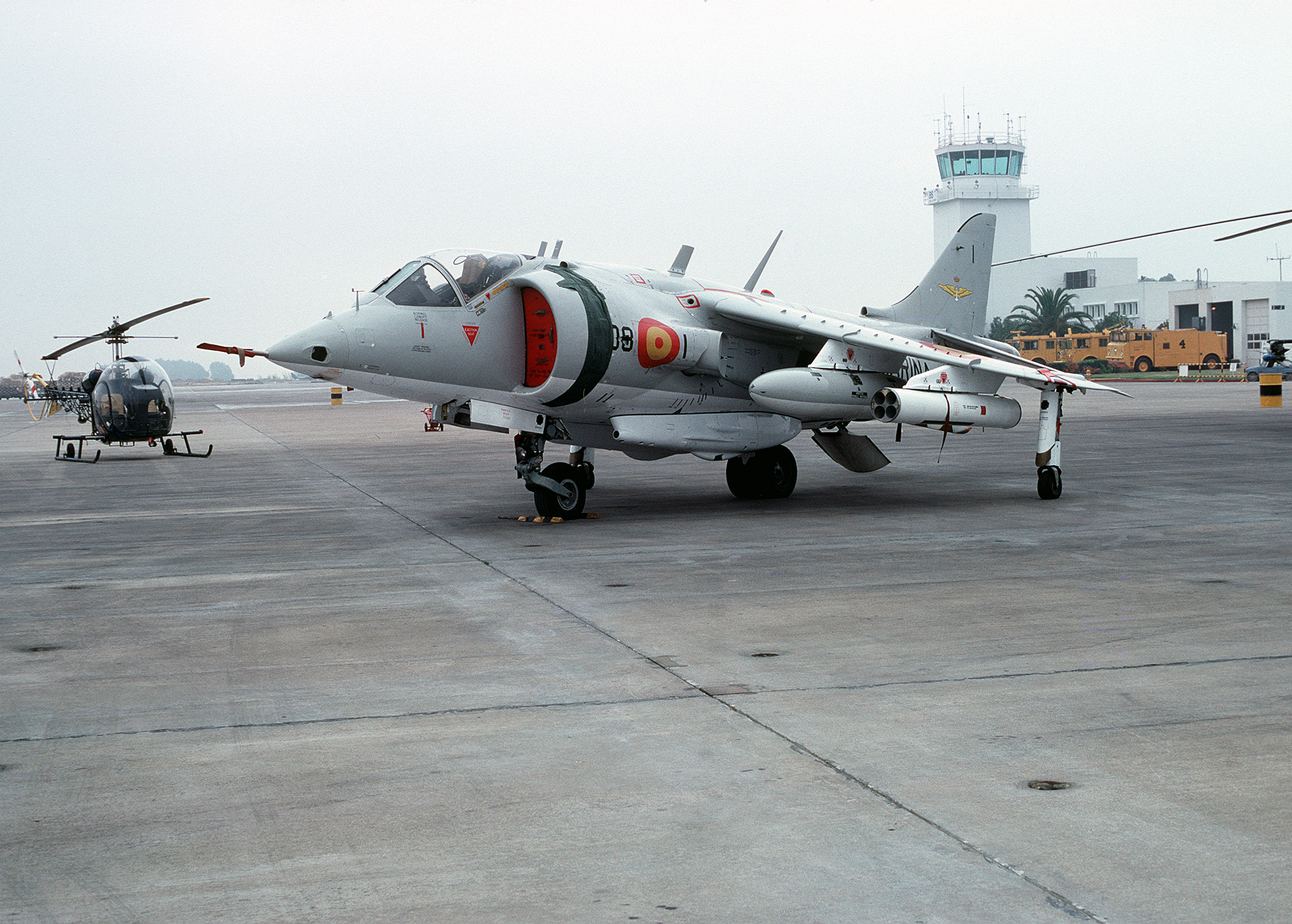
Un AV-8S Matador de la marine espagnole.

- AV-8A Harrier : GR.1 construit sous licence aux États-Unis (102 exemplaires) ;
- TAV-8A Harrier : Biplace d'entraînement de l'AV-8A (8 exemplaires) ;
- AV-8S Matador : Version du AV-8A destinée à l'Espagne (11 exemplaires) ;
- TAV-8S Matador: Biplace d'entraînement de l'AV-8S (2 exemplaires) ;
- AV-8C : Mise à jour de l'AV-8A (47 avions modifiés) ;
- Sea Harrier FRS.1 : Première version multi-rôles navalisée (54 exemplaires) ;
- Sea Harrier FRS.51 : Version du FRS.1 destinée à l'Inde (25 exemplaires) ;
- Sea Harrier FRS.2/FA.2 : Nouveau radar, emport du missile air-air AIM-120 AMRAAM (18 nouveaux avions et 29 FRS.1 modifiés).

Total première génération : 371 exemplaires (non compris les prototypes et avions de présérie)

## Pays utilisateurs

### Royaume-Uni
Son dernier vol au sein de la RAF a eu lieu en décembre 2010 ;

### Espagne
L'Espagne a commandé huit AV-8 en 1973, suivi de cinq autres en 1980. Ils ont été revendus à la Thaïlande en 1997 ;

### États-Unis
Les premières livraisons ont eu lieu en 1970 pour une mise en service dès 1971. Ils ont été depuis remplacés par la version AV-8B Harrier II, bien plus puissante.
En 2013, un Sea Harrier F2A anciennement de la Fleet Air Arm est enregistré comme avion civil par la Federal Aviation Administration aux États-Unis.

### Inde
L'inde a acquis ses Sea Harrier FRS Mk.51/T Mk.60 au début des années 1980. Mis en service au sein de l’Indian Naval Air Arm, ils étaient en activité depuis le porte-avions INS Viraat (ex-HMS Hermes), un navire cédé à l’Inde par la Royal Navy peu après la guerre des Malouines. Ce navire devant être retiré du service, les 11 exemplaires restants en état de vol sont voués à prendre une retraite anticipée, après 30 ans de service. L’INS Viraat sera remplacé par l’INS Vikramaditya, un ancien porte-avions soviétique rénové à grand frais par la Russie pour satisfaire aux besoins de la marine indienne. Les Sea Harrier y seront remplacés par des MiG-29K,,.

### Thaïlande
La Thaïlande a acquis neuf anciens Harrier espagnols récupérés en 1997 à l'Espagne pour armer le HTMS Chakri Naruebet. Deux ans après leur livraison, un seul des AV-8S pouvait rester opérationnel. Au début des années 2000, trois Harrier pouvaient être embarqués. La flotte est retirée du service en 2006.

## L'incident de l'Alraigo
Le 7 juin 1983, alors qu'il participait à un exercice de l'OTAN dans le golfe de Gascogne, le jeune lieutenant Ian Wilson se trouva en difficulté, incapable de retrouver son navire-base, le HMS Illustrious, à la suite d'une panne électronique quasi totale. Vu la faible autonomie du Harrier, et à seulement quelques minutes de la panne sèche, il finit par repérer un petit cargo espagnol, L'Alraigo, avec une cargaison en pontée comportant des conteneurs (les pièces d'un nouveau télescope géant pour l'observatoire du Teide) et une fourgonnette Henschel-Mercedes destinée à un fleuriste canarien.
Témoignage de son habileté, de son entraînement et des caractéristiques du Harrier, il réussit à se poser sur le conteneur, au ras d'un mât de charge (sauvant ainsi son appareil alors qu'il avait d'abord pensé utiliser le siège éjectable). Malheureusement, la suite devait être plus délicate : glissant sur le toit du conteneur, l'appareil faillit tomber à l'eau mais fut bloqué par la fourgonnette. Celle-ci fut copieusement cabossée, avant que les matelots espagnols ne puissent passer des élingues et arrimer l'avion, perché de façon précaire sur le pont.
Les autorités britanniques tentèrent de demander au capitaine du cargo de faire une escale au Portugal pour débarquer l'avion, ce que le capitaine espagnol refusa mordicus, conservant sa destination première, et déposant une demande d'indemnisation pour sauvetage — il obtiendra finalement la coquette somme de 570 000 Livres Sterling à partager avec son armateur et son équipage.
L'affaire s'envenima en quasi incident diplomatique, le Royaume-Uni et l'Espagne ayant quelques différends au sujet de Gibraltar, et valut à l'infortuné pilote d'être mis à pied quelque temps — bien que l'enquête de commandement ait pointé les défaillances de l'électronique de bord — sans doute pour avoir mis la marine britannique dans une position quelque peu embarrassante. Débarqué à Tenerife puis réparé, l'appareil vola jusqu'en 2003 et termina sa carrière dans un musée.

## Culture populaire
Un des albums de bandes dessinées la série Tanguy et Laverdure, intitulé Les vampires attaquent la nuit (1971) donne le premier rôle au chasseur-bombardier Harrier, avec un scénario (très) à la limite de la vraisemblance. Une organisation criminelle s'empare d'un navire de transport de la Royal Navy, massacre l'équipage et le coule après avoir fait main basse sur la cargaison : une escadrille entière de Harriers.
Les appareils sont ensuite convoyés vers une base secrète camouflée dans le jardin à la française d'un château des environs de Paris (l'atterrissage se fait dans un hangar dissimulé... sous un bassin d'agrément). À partir de là l'organisation terroriste (dont les motifs sont bassement matériels et pas politiques) exerce un chantage à plusieurs milliards sur le gouvernement présidé par Pompidou. Bien entendu les deux héros sauveront la situation.
Le TAV 8a apparaît dans le tome 3 de la série de bande dessinée XIII. C'est grâce à cet appareil que le capitaine Rowland échappe à la police (avec le lieutenant Jones aux commandes).
Dans le film de James Bond, Tuer n'est pas Jouer (The Living Daylights), un Harrier biplace T4A de la Royal Air Force évacue le général soviétique Koskov après sa défection vers l'ouest. Cet appareil, immatriculé ZB602 a été fabriqué en 1983 sous le numéro de série 212034, et livré à la RAF le 18 mai de la même année. Le 16 septembre 2002, l'avion a été revendu à la marine indienne et ré-immatriculé IN655.
Dans le film d'action True Lies de James Cameron, Harry Tasker utilise un Harrier pour prendre d'assaut un building rempli de terroristes qui détiennent sa fille.
Les "Harrier" sont très présents dans les 10 épisodes de la série télévisée britannique "Squadron". 
Dans le mode multijoueur du jeu vidéo Call of Duty: Modern Warfare 2, un joueur qui réussit une série de plusieurs éliminations peut demander l'appui aérien d'un Harrier qui survolera le terrain pour cibler l'équipe adverse. 

Dans le jeu vidéo de simulation War Thunder, bon nombre de version du Harrier et du AV-8 sont jouables et ce dans plusieurs arbres de recherche. 

### Aéronefs comparables
- Rockwell XFV-12
- Yakovlev Yak-38
- Dassault Mirage III V